# Onychogomphus walli
Onychogomphus walli är en trollsländeart som beskrevs av Fraser 1924. Onychogomphus walli ingår i släktet Onychogomphus och familjen flodtrollsländor. Inga underarter finns listade i Catalogue of Life.